# بخش زاویه
بخش زاویه یکی از بخش‌های شهرستان زرندیه استان مرکزی ایران است.